# Ola Nordmann

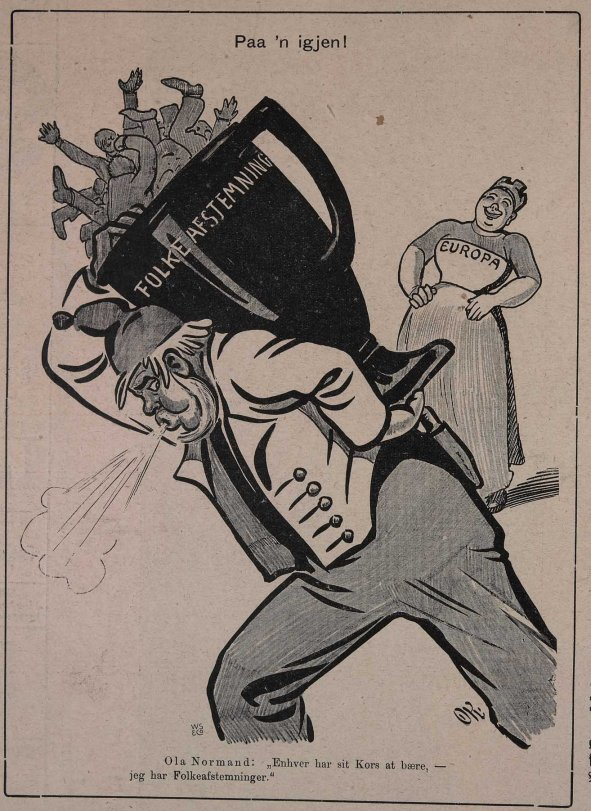
Caricatura con Ola Nordmann (1905) que hace referencia a dos referendos vitales en la historia noruega: independencia de Suecia, y plebiscito sobre la monarquía.

Ola Nordmann es una personificación nacional de Noruega, que se utiliza para caracterizar a la población del país. Su equivalente femenino es Kari Nordmann y en conjunto sirven para referirse al arquetipo de familia nacional. Dentro de la cultura noruega también se utiliza para referirse a alguien indeterminado, de forma similar al término «Sin nombre», ya que Ola y Kari son dos de los nombres más comunes en idioma noruego.
Las caricaturas de Ola Nordmann como personificación noruega muestran a un hombre de pelo rubio, vestido con un traje folclórico tradicional del país (bunad). En la cabeza porta un gorro de lana rojo, muy similar a la leyenda del gnomo noruego o al tradicional campesino del país. Durante el periodo romanticista la figura del campesino sirvió para referirse a la colectividad noruega.